# Bernat Tort
Bernat Tort (? - Londres, 1163) fue arzobispo de Tarragona entre los años 1146 y 1163.
Fue nombrado obispo de Tarragona por el papa Eugenio III, como sucesor del obispo Olegario. 
En 1148 acompañó al conde Ramón Berenguer IV a la conquista de Tortosa, y en reconocimiento a su lealtad se le donó la mezquita de la ciudad y todas sus posesiones, el obispo la convirtió en catedral cristiana y el resto de edificaciones en estancias para un monasterio, nombrando como primer obispo a Gaufred de Aviñó en 1151. 
En 1149, también participó en la conquista de Lérida, obteniendo importantes bienes para su iglesia.
En 1154 el papa Anastasio IV elevó la sede tarraconense a metropolitana, siendo pues Tort el primer arzobispo. Ese mismo año fundó en Tarragona la comunidad canónica de la catedral con monjes regulares de la orden de san Agustín, a la que él mismo pertenecía. 
Mantuvo enemistad con el conde de Tarragona Robert de Aguiló por los privilegios jurisdiccionales que el arzobispo tenía sobre la ciudad.
A la muerte del conde Ramón Berenguer IV, el año 1163, se lee una cláusula testamentaria del conde en la que pone bajo la tutela del rey de Inglaterra, Enrique II, a su hijo Alfonso, que sería después el rey de Aragón, Alfonso II.  La viuda del conde de Barcelona, Petronila de Aragón, confiere la responsabilidad de comunicar al rey inglés la decisión del conde fallecido a Bernat Tort quien emprende viaje a Londres, para comunicar  tal decisión.  En el transcurso de la embajada, muere Tort en la capital inglesa, el 28 de junio de ese mismo año.